# Pulicaria lhotei
Pulicaria lhotei là một loài thực vật có hoa trong họ Cúc. Loài này được Maire miêu tả khoa học đầu tiên năm 1935.